# Arquivo Público do Estado do Ceará
| Arquivo Público do Estado do Ceará                                       |                                  |
| Rua Senador Alencar, 348, Centro, Fortaleza, CE                          |                                  |
| Criação                                                                  | 6 de setembro de 1916 (108 anos) |
| Solar Fernandes Vieira, atual sede do Arquivo Público do Estado do Ceará |                                  |
| Solar Fernandes Vieira, atual sede do Arquivo Público do Estado do Ceará |                                  |

O Arquivo Público do Estado do Ceará é um arquivo público do estado brasileiro do Ceará. Vinculado a Secretaria Estadual da Cultura, está localizado em Fortaleza, na capital do estado.

## História
O Arquivo foi criado, em 6 de setembro de 1916, vinculado ao Museu do Ceará e foi desvinculado em 1921. Em 1968 a instituição foi subordinada a Secretaria Estadual da Cultura do Ceará. Desde 1993 encontra-se instalado no palacete Solar dos Fernandes Vieira, prédio tombado como patrimônio do estado.

## Missão e função
Recolhe, preserva e abriga os documentos mais importantes para a história do Ceará. São correspondências, processos, relatórios, inventários, mapas, plantas e outros documentos, emitidos pelos Poderes Executivo, Legislativo, Judiciário e também de particulares, desde 1703.